# Herbert Herrmann
Herbert Herrmann, né le 7 juin 1941 à Berne, est un acteur germano-suisse.

## Biographie et carrière
Après avoir terminé un apprentissage de typographe, il prend des cours de théâtre et reçoit ses premiers engagements à Zurich et à Berne. Suivent le Renaissance-Theater de Berlin, le Komödie im Bayerischen Hof de Munich (depuis 1970), le Hamburger Kammerspiele (1971), le théâtre de boulevard Komödie Düsseldorf (1972 à 1979), le Komödie im Marquardt de Stuttgart (1980) et le Theater am Kurfürstendamm de Berlin. Il a également fait des tournées,.
L’acteur joue dans des productions télévisées depuis 1973. Il tient son premier rôle principal en 1979 dans le téléfilm Fleisch aux côtés de Jutta Speidel. Il devient particulièrement populaire en raison de ses rôles dans la série télévisée Drei sind eine zu zu (1976), Ich heirate eine Familie (1983-1986) et Männer sind was Wunderbares (1996-2000). 
Sur le plan international, il se fait connaître grâce à des séries telles Derrick et Tatort où il se produit peu.
De 1977 à 1982, il a pour compagne l’actrice Jutta Speidel, puis de 1983 à 1998 l'actrice Susanne Uhlen. Il vit avec l'actrice et auteure Nora von Collande depuis 2003,,.

## Filmographie

### Cinéma
- 1970 : Die Mondfrau de Ettore Colla et Ferry Bauer : Francois Dufrene
- 1971 : Fräulein von Stradowitz in memoriam de Wolfgang Urchs : Thierry
- 1980 : Scheidung auf französisch de Wolfgang Spier : Pierre Thomas
- 1980 : Weekend de Rolf von Sydow
- 1982 : Sonny Boys de Rolf von Sydow
- 1985 : Ankomme Dienstag - Stop - Fall nicht in Ohnmacht de Wolfgang Spier : Michel/Pascal
- 1987 : Hexenschuß de Franz Josef Gottlieb : Peter Raven
- 1987 : Micky Mouse und Einstein de Wolfgang Spier : Mickey
- 1992 : Chéri, mein Mann kommt! de Hans-Jürgen Tögel : Jean-François
- 1997 : Champagner und Kamillentee de Marijan David Vajda : Martin Gräf
- 1999 : Herz über Bord de Michael Günther : Bodo Andersen

### Télévision
- 1974 : Le comte Yoster a bien l'honneur : Percy Scholz
- 1975 : Der Kommissar : Richard Politz
- 1977 : Drei sind einer zuviel : Peter Melchior
- 1978 : Inspecteur Derrick : Harro Brückner
- 1983-1986 : Ich heirate eine Familie : Wolfgang Frank
- 1986 : Tatort: Die kleine Kanaille : Theo Lorenzen
- 1989 : L'Ami des bêtes : Ronny
- 1992 : Der Landarzt : Dr. Berner
- 1996-2000 : Männer sind was Wunderbares : Herbert Weilemann, Fred Berger, Roland Krepp, Wolfgang Perlhuhn
- 1999 : Unser Charly : Bernd Blank

## Distinctions
- 1977 : Bravo Otto d’or, catégorie meilleur acteur de TV
- 2016 : Ours d’or du journal B.Z.